# Darkwoods My Betrothed
Darkwoods My Betrothed – fiński zespół wykonujący black metal, założony w 1992 w Kitee w Finlandii, początkowo pod nazwą Virgin Cunt. W zespole swoją karierę muzyczną rozpoczynał Erno Vuorinen, obecny gitarzysta zespołu Nightwish. Inny członek Nightwish, Tuomas Holopainen czynnie udziela się jako muzyk sesyjny i kompozytor w Darkwoods My Betrothed.

## Dyskografia

### Dema
- Dark Aureolis Gathering (1994)

### Albumy studyjne
- Heirs of the Northstar (1995)
- Autumn Roars Thunder (1996)
- Witch-Hunts (1998)
- Dark Aureoles Gathering (2000)

## Członkowie zespołu

### Obecni
- Spellgoth – śpiew (Baptism, Black Death Ritual, Slave's Mask, Trollheim's Grott, Turmion Kätilöt, Prevalent Resistance)
- Julma / Emperor Nattasett / Pasi – gitara basowa, wokal wspierający (Barathrum, Furthest Shore, Nattvindens Grat, Hellboozer Union)
- Icelord – gitara (WRTX)
- Larha – perkusja (Black Death Ritual, Deathchain, Trollheim's Grott, Forgotten Horror)
- Magician – instrumenty klawiszowe (WRTX)

### Byli członkowie
- Hexenmeister (Teemu) – gitara basowa
- Erno Vuorinen – gitara
- Ante Mortem – gitara
- Hallgrim (Jouni) – gitara

### Muzycy sesyjni
- Tero Leinonen – perkusja
- Tuomas Holopainen – instrumenty klawiszowe